# Попушой Іван Семенович
Іван Семенович Попушой (нар. 6 січня 1924, Кишинів — пом. 24 травня 2012) — радянський і молдавський вчений в галузі вірусології, мікології і фітопатології рослин. Доктор біологічних наук з 1964 року, професор з 1971 року, академік АН Молдавської РСР з 1972 року.

## Біографія
Народився 6 січня 1924 року в Кишиневі. 1949 року закінчив Кишинівський сільськогосподарський інститут імені М. В. Фрунзе. З 1949 року на викладацькій, науково-дослідній і керівній роботі:
- у 1953—1958 роках працював у Кишинівському університеті;
- у 1958—1959 роках — у Молдавській філії Академії наук СРСР;
- у 1959—1972 роках завідував лабораторією мікробіології і вірусології Інституту фізіології і біохімії рослин Академії наук Молдавської РСР (у 1964—1970 роках — директор). Член КПРС з 1962 року;
- у 1973—1975 роках — академік-секретар Відділення біологічних і хімічних наук Академії наук Молдавської РСР;
- з 1975 року р — директор Всесоюзного науково-дослідного інституту біологічних методів захисту рослин Всесоюзної академії сільськогосподарських наук імені Леніна[2].

Помер 24 травня 2012 року.

## Наукова діяльність
Дослідження вченого спрямовані на виявлення і визначення мікофлори сільськогосподарських рослин, всебічне вивчення окремих видів і збудників найбільш небезпечних захворювань, з'ясування взаємин патогена і рослини-господаря. Ним виявлено на виноградній лозі більше 400 видів грибів, наведені дані про поширення цих видів на територій СРСР і за кордоном, а також відомості, що стосуються потенційно небезпечних і відсутніх в СРСР, але поширених за кордоном захворювань. Досліджено ряд вірусних захворювань винограду в Молдові, розпочато роботи з вивчення генетичних основ селекції дріжджів для виноробства, зі зберігання плодів і винограду та інше. Автор понад 200 робіт, в тому числі 6 монографій, власник одного авторського свідоцтва. Серед робіт:
- Болезни усыхания косточковых плодовых деревьев в СССР. — К., 1970;
- Микофлора плодовых деревьев СССР. — Москва, 1971;
- Микофлора виноградной лозы в Молдавии. — К., 1983 (у співавторстві з Л. А. Манжиною).